# Odet de Foix
Odet de Cominges (1485 - Nàpols, 15 d'agost de 1528), Comte de Comenge, vescomte de Lautrec i vescomte de Vilamur, que va succeir el 1494 al seu pare Joan II de Lautrec

## Biografia
Va néixer el 1485. Es va casar amb Carlota d'Albret-Rethel, comtessa de Rethel i de Beaufort, que'l va associar en el govern dels seus estats. D'aquest enllaç van néixer quatre fills:
- Enric, comte de Comenge, mort el 1540
- Odet Gaston
- Clàudia, casada amb Guy XVI comte de Laval, i en segones núpcies amb Carles III de Luxemburg, vescomte de La Martegue.
- Francesc, mort jove.

El 1502 va ser confirmada la incorporació del comtat de Cominges a la corona com abans havia passat amb Lautrec i Vilamur (Odet en portava el títol però no en tenia la possessió). Es va destacar com a militar, ajudant probablement en el seu ascens el fet que la seva germana Francesca, esposa del comte de Chateaubriand, fos amant del rei Francesc I de França.

## Campanyes a Itàlia
Va participar en la campanya francesa a Gènova el (1507) on va ser ferit. El 1515 va ser nomenat governador de Guiena i va acompanyar a Francesc I a Itàlia distingint-se a la batalla de Marignano. El 1516 se li va concedir el govern del Milanesat on va succeir a Carles III de Borbó. El 1521 va combatre a Itàlia contra els espanyols i l'any següent va ser vençut a la batalla de Bicocca. El 1523 va ser nomenat governador de Llenguadoc i va ascendir a mariscal de França. Va perdre en la batalla de Pavia el 1525.
El 1527 va assumir el comandament de l'exèrcit francès a Itàlia ocupant part del Milanesat. finalment, el 1528, va ser enviat a emprendre la conquesta del regne de Nàpols, fet que només quedà en intent, ja que ho van impedir, la deserció d'Andreu Doria, que va deixar França quasi sense flota i l'esclat de la pesta al camp francès, que va delmar l'exèrcit francès, infectant al propi Lautrec que va morir el 15 d'agost de 1528 quan intentava posar setge a la ciutat. El 1529 el papa es va veure obligat a fer les paus amb Carles al Tractat de Barcelona com havia fet Francesc I al Tractat de Cambrai. L'últim Sforza va ser restaurat a Milà amb la previsió que el ducat passés a Espanya a la seva mort. Després de gairebé 40 anys de guerra, Itàlia es va sotmetre a Carles V. Francesc I va renunciar a les seves reivindicacions a Itàlia, així com sobre l'Artois i Flandes. Venècia va perdre les seves conquestes continentals. Els Estats Pontificis van ser restaurats i el 1530 el papa va coronar Carles V com a emperador i rei d'Itàlia.